# 芮立斌
芮立斌（1965年2月—），男，汉族，安徽潜山人，中共党员，中华人民共和国教育人物、中学校长。

## 生平
1984年毕业于安徽师范大学化学系。2009年11月任蚌埠六中校长。2018年11月，任蚌埠第一中学校长、党委书记。现任蚌埠一中党委书记。

## 荣誉
曾获安徽省首届教坛新星、安徽省第九批特级教师、蚌埠市首批学科带头人、蚌埠市教育系统先进个人、蚌埠市第二批专业技术拔尖人才、蚌埠市名校长等荣誉。2016年，获聘为第十届国家督学。

## 社会兼职
蚌埠市第十四届政协委员。